# Gelotopoia bicolor
Gelotopoia bicolor är en insektsart som beskrevs av Brunner von Wattenwyl 1891. Gelotopoia bicolor ingår i släktet Gelotopoia och familjen vårtbitare. Inga underarter finns listade i Catalogue of Life.